# Бублики відпустові

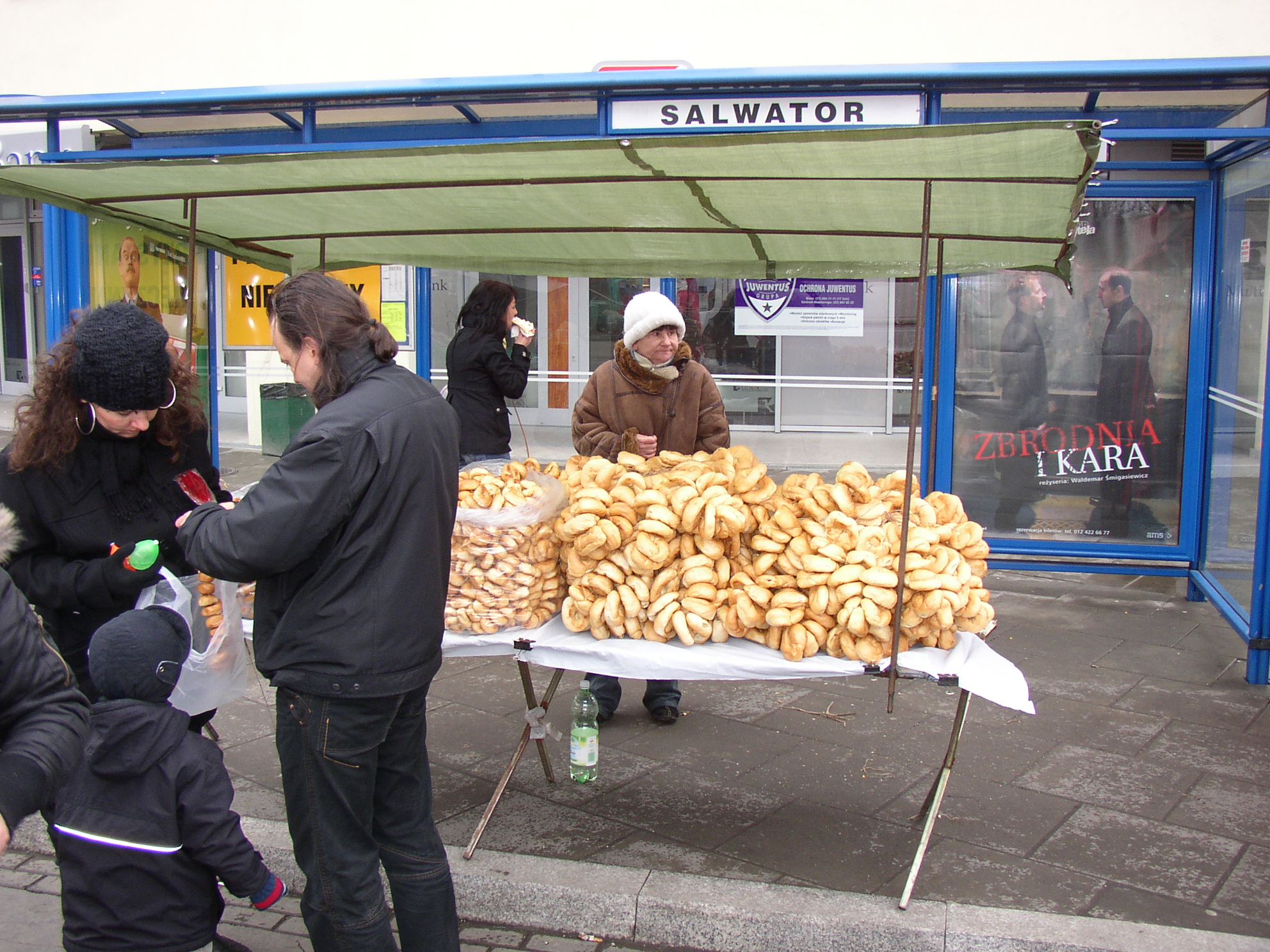
Бублики, продані під час Emaus у Кракові (2009)

Бублики відпустові — випічка у формі невеликих кілець, найчастіше змащених яєчним білком і посипаних сіллю або маком. Його роблять з солодкавого тіста з яєць, пшеничного борошна, цукру та води, без додавання дріжджів. Спочатку їх відварюють у киплячій воді, а потім запікають. Нанизані на паперову нитку, їх продають вуличні продавці під час парафіяльних ярмарків.
29 квітня 2008 року до Переліку традиційних продуктів було додано жарецькі відпустові бублики.